# Formosa (Argentina)
Formosa (puno španjolsko ime Ciudad de Formosa) je administrativni centar istoimene argentinske pokrajine - Formosa od 209 787 stanovnika.

## Zemljopisne karakteristike
Formosa se nalazi na sjeveroistoku Argentine, uz granicu s Paragvajem, udaljena 1 200 km od glavnog grada Buenos Airesa. Grad leži na lijevoj obali rijeke Paragvaj, nedaleko od ušća Parane tako da je velika luka za promet po obje rijeke. 

## Povijest
Naselje je osnovao 1879. Luis Jorge Fontana s ciljem da bude sjedište argentinskog dijela Chaca - Provincije Chubut (Provincia del Chubut).

## Vanjske poveznice
- Formosa službene stranice (šp.)